# NGC 1790
NGC 1790 је група звезда у сазвежђу Кочијаш која се налази на NGC листи објеката дубоког неба.
Деклинација објекта је + 52° 3' 30" а ректасцензија 5h 11m 7,2s. Привидна величина (магнитуда) објекта NGC 1790 износи 13,1.